# ГЕС Санта-Барбара
ГЕС Санта-Барбара— гідроелектростанція у мексиканському штаті Мехіко. Знаходячись між ГЕС Ікстапантонго (вище по течії) та ГЕС Тінгамбато, входить до складу каскаду на річці Тілосток, лівій притоці Кутцамали, яка в свою чергу є правою притокою Бальсас (впадає до Тихого океану на межі штатів Герреро та Мічоакан).
Відпрацьована на станції Ікстапантоного вода потрапляла у створене на Тілосток однойменне невелике водосховище з об’ємом 2 млн м3. Звідси поповнений із річки ресурс спрямовувався через прокладений під лівобережним масивом дериваційний тунель з діаметром 3,4 метра, який включає дві ділянки довжиною 2,2 та 1,8 км, розділені сифоном довжиною 0,6 км. На завершальному етапі траси після вирівнювальної камери тунель переходив у три напірні водоводи довжиною по 0,3 км.
Введена в експлуатацію в 1950 році, станція мала три турбіни потужністю по 22,5 МВт, які при напорі у 105 метрів забезпечували виробництво 329 (за іншими даними – 201) млн кВт-год електроенергії на рік.
В 1970-х роках через зростання населення мексиканської столиці вирішили розпочати подачу туди води зі сточища Кутцамали, для чого задіяли споруджені раніше у верхній частині сточища Тілостлок великі резервуари Валле-де-Браво та Вілла -Вікторія. Чотири верхні станції каскаду (по Ікстапантонго включно) вивели з експлуатації, а потужність двох нижніх суттєво обмежили. Так, на ГЕС Санта-Барбара продовжили роботу лише два гідроагрегати.